# Saison 1 de Sanctuary
Chronologie
Saison 2
Cet article présente le guide des épisodes de la première saison de la série télévisée canadienne Sanctuary.

## Généralités
- Cette première saison est composée de 13 épisodes.

## Distribution de la saison

### Acteurs principaux
- Amanda Tapping : Dr Helen Magnus
- Robin Dunne : Dr Will Zimmerman
- Emilie Ullerup : Ashley Magnus
- Ryan Robbins : Henry Foss
- Christopher Heyerdahl : Bigfoot / John Druitt

### Acteurs récurrents
- Jonathon Young : Nikola Tesla
- Peter Wingfield : James Watson
- Christine Chatelain : Clara Griffin
- Panou : Sylvio Rudd
- Lynda Boyd : Dana Whitcomb
- Kandyse McClure : Meg
- Kavan Smith : Joe Kavanaugh
- Jim Byrnes : Gregory Magnus

## Épisodes

### Épisode 1:Sanctuaire pour tous (1repartie)
- Titre original : Sanctuary For All - Part 1
- Numéro(s) : 1 (1-01)
- Diffusion(s) :
  -  Canada /  États-Unis : 3 octobre 2008 sur Sci Fi Channel
  -  France : 17 mars 2009 sur Sci Fi
- Audience(s) :
- Invité(es) : Ryan Robbins (Henry Foss), Kavan Smith (Det. Joe Kavanaugh), Kandyse McClure (Meg), Cainan Wiebe (Alexei), Diana Pavlovska (Jagna Mitrovna), Panou (Sylvio Rudd), Michael Adamthwaite (Albert Russo), Ellie Harvie (Eleanor), Malik McCall (Lawrence Birch), Sheri Noel (Molly), Peter Shinkoda (Andy Fetz), Darien Provost (Will jeune), Kirsten Robek (la mère de Will)
- Résumé :

Après le meurtre de 2 policiers par un garçon étrange, Helen Magnus introduit le Dr Will Zimmerman dans son Sanctuaire où elle traque et aide des créatures étranges et elle l'invite à se joindre à son œuvre.

### Épisode 2:Sanctuaire pour tous (2epartie)
- Titre original : Sanctuary For All - Part 2
- Numéro(s) : 2 (1-02)
- Diffusion(s) :
  -  Canada /  États-Unis : 3 octobre 2008 sur Sci Fi Channel
  -  France : 17 mars 2009 sur Sci Fi
- Audience(s) :
- Invité(es) : Ryan Robbins (Henry Foss), Kavan Smith (Dét. Joe Kavanaugh), Kandyse McClure (Meg), Cainan Wiebe (Alexei), Diana Pavlovska (Jagna Mitrovna), Panou (Sylvio Rudd), Michael Adamthwaite (Albert Russo), Ellie Harvie (Eleanor), Malik McCall (Lawrence Birch), Sheri Noel (Molly), Peter Shinkoda (Andy Fetz), Darien Provost (Will jeune), Kirsten Robek (la mère de Will)
- Résumé :

Le Dr Helen Magnus tente de convaincre Will de rejoindre son Sanctuaire. Elle lui ouvre les portes d'un monde qu'il n'osait imaginer, certaine qu'il pourrait lui être utile pour venir en aide à toutes ces créatures incomprises.

### Épisode 3:Les Trois Sœurs
- Titre original : Fata Morgana
- Numéro(s) : 3 (1-03)
- Diffusion(s) :
  -  Canada /  États-Unis : 10 octobre 2008 sur Sci Fi Channel
  -  France : 17 mars 2009 sur Sci Fi
- Audience(s) :
- Invité(es) : Kandyse McClure (Meg)
- Résumé :

Will, Magnus et Ashley découvrent trois femmes endormies dans une crypte en Écosse. De retour au sanctuaire, Magnus parvient à les réveiller. Toutes trois portent un anneau frappé du symbole de la Cabale, une société secrète fondée au VIIIe siècle.

### Épisode 4:L'Affaire d'Austin
- Titre original : Folding Man
- Numéro(s) : 4 (1-04)
- Diffusion(s) :
  -  Canada /  États-Unis : 17 octobre 2008 sur Sci Fi Channel
  -  France : 24 mars 2009 sur Sci Fi
- Audience(s) :
- Invité(es) : Cainan Wiebe (Alexei), Christopher Heyerdahl (John Druitt), Robin Dunne (Barney)
- Résumé :

Pour échapper à la police à la suite d'un cambriolage ayant entraîné la mort du propriétaire de la boutique, un homme se contorsionne dans un conduit minuscule.

### Épisode 5:Hallucinations
- Titre original : Kush
- Numéro(s) : 5 (1-05)
- Diffusion(s) :
  -  Canada /  États-Unis : 24 octobre 2008 sur Sci Fi Channel
  -  France : 24 mars 2009 sur Sci Fi
- Audience(s) :
- Invité(es) : Robin Braxton (Helen), Craig Strong (Jordan), Jeffrey Stubblefield (Phil), Danielle Bisutti (Veronica)
- Résumé :

Helen, Will et Silvio se réveillent dans un avion qui s'est écrasé sur le flanc d'une montagne enneigée.

### Épisode 6:Les Nubbins
- Titre original : Nubbins
- Numéro(s) : 6 (1-06)
- Diffusion(s) :
  -  Canada /  États-Unis : 7 novembre 2008 sur Sci Fi Channel
  -  France : 31 mars 2009 sur Sci Fi
- Audience(s) :
- Invité(es) : Bari K. Willerford (L'agent de sécurité), Stephanie Courtney (L'agent)
- Résumé :

Helen, Will et Ashley se rendent sur un navire qui n'est pas arrivé à quai afin de prendre livraison d'une créature jamais vue auparavant. Mais quand ils fouillent le navire, ils trouvent l'équipage entièrement décimé et deux « boules de poils » en cage, ressemblant à des petits lapins, qui ont la faculté de se rendre invisibles. Ces petits animaux; les Nubbins, sont adorables, mais un danger semble guetter les humains : les Nubbins se reproduisent bien trop rapidement. Comment contrôler leur population ?

### Épisode 7:Les Cinq
- Titre original : The Five
- Numéro(s) : 7 (1-07)
- Diffusion(s) :
  -  Canada /  États-Unis : 14 novembre 2008 sur Sci Fi Channel
  -  France : 31 mars 2009 sur Sci Fi
- Audience(s) :
- Invité(es) : Leah Cairns (Tatha), Ryan Robbins (Henry Foss)
- Résumé :

Alors qu'elle donne une conférence à Rome, Helen est prévenue par un ancien ami que la Cabale va investir les lieux pour la tuer.

### Épisode 8:Edward
- Titre original : Edward
- Numéro(s) : 8 (1-08)
- Diffusion(s) :
  -  Canada /  États-Unis : 21 novembre 2008 sur Sci Fi Channel
  -  France : 7 avril 2009 sur Sci Fi
- Audience(s) :
- Invité(s) : Dan Payne (le Vampire), Miranda Frigon (Danu), Leah Cairns (Tatha), Ryan Robbins (Henry Foss), Laura Mennell (Caird)
- Résumé :

Un homme est retrouvé mort, par sa femme, apparemment d'un coup de fusil qu'il se serait tiré lui-même dans la poitrine, tandis que leur fils de 17 ans, autiste, est en train de dessiner des créatures dans la même pièce.

### Épisode 9:Le Choix de Will
- Titre original : Requiem
- Numéro(s) : 9 (1-09)
- Diffusion(s) :
  -  Canada /  États-Unis : 5 décembre 2008 sur Sci Fi Channel
  -  France : 7 avril 2009 sur Sci Fi
- Audience(s) :
- Invité(es) : Leah Cairns (Tatha), Ryan Robbins (Henry Foss)
- Résumé :

Helen est coincée dans un sous-marin dans une pièce où l'air se vide et où Will, de l'extérieur, la regarde s'asphyxier.

### Épisode 10:Les Gladiateurs
- Titre original : Warriors
- Numéro(s) : 10 (1-10)
- Diffusion(s) :
  -  Canada /  États-Unis : 12 décembre 2008 sur Sci Fi Channel
  -  France : 14 avril 2009 sur Sci Fi
- Audience(s) :
- Invité(es) : Lynda Boyd (Dana Whitcomb), Jim Byrnes (Gregory Magnus), Byron Lawson (Danny), Darren Shahlavi (Ennis Camden), Daryl Shuttleworth (M. Peralta)
- Résumé :

Danny, un ami de Will a disparu et il semblerait qu'il ait été enlevé pour participer à des combats clandestins entre anormaux et Helen Magnus croit avoir retrouvé son père Gregory Magnus.

### Épisode 11:Instinct
- Titre original : Instinct
- Numéro(s) : 11 (1-11)
- Diffusion(s) :
  -  Canada /  États-Unis : 19 décembre 2008 sur Sci Fi Channel
  -  France : 14 avril 2009 sur Sci Fi
- Audience(s) :
- Invité(es) : Matty Finochio (Zach Spencer), Rekha Sharma (Amy Saunders)
- Résumé :

À la recherche du scoop qui lui permettra de lancer sa carrière de journaliste, Amy Saunders, présentatrice météo ambitieuse et sans scrupules, s'introduit, accompagnée de son cameraman, dans un entrepôt où une créature géante a été aperçue quelques heures auparavant.

### Épisode 12:Menace biologique (1repartie)
- Titre original : Revelations (Part 1)
- Numéro(s) : 12 (1-12)
- Diffusion(s) :
  -  Canada /  États-Unis : 29 décembre 2008 sur Sci Fi Channel
  -  France : 21 avril 2009 sur Sci Fi
- Audience(s) :
- Invité(es) : Peter Wingfield (Dr. James Watson), Jonathon Young (Nikola Tesla), Lynda Boyd (Dana Whitcomb), Christine Chatelain (Clara Griffin)
- Résumé :

Tandis qu'Helen, Will, Druitt, Watson et Clara tentent de trouver l'entrée du labyrinthe leur donnant accès à la Source, censée pouvoir empêcher le virus de la Cabale d'anéantir tous les Anormaux, Ashley et Henry, tentant d'enrayer la propagation du virus, sont capturés par la Cabale.

### Épisode 13:Menace biologique (2epartie)
- Titre original : Revelations (Part 2)
- Numéro(s) : 13 (1-13)
- Diffusion(s) :
  -  Canada /  États-Unis : 5 janvier 2009 sur Sci Fi Channel
  -  France : 21 avril 2009 sur Sci Fi
- Audience(s) :
- Invité(es) : Peter Wingfield (Dr. James Watson), Jonathon Young (Nikola Tesla), Lynda Boyd (Dana Whitcomb), Christine Chatelain (Clara Griffin)
- Résumé :

Henry et Ashley sont retenus prisonniers par la Cabale. Ailleurs, Magnus et ses alliés poursuivent l'exploration d'une cité en ruine.